# Wacholder-Randwanze
Die Wacholder-Randwanze (Gonocerus juniperi) ist eine Wanze aus der Familie der Randwanzen (Coreidae).

## Merkmale
Die gelbbraun bis rotbraun gefärbten Wanzen sind 11–14 mm lang. Ihr Körper ist mit kleinen schwarzen Flecken übersät. Das zweite und dritte Fühlerglied besitzt eine rotbraune Basis sowie ein schwärzliches apikales Ende. Das erste Fühlerglied ist vollständig rotbraun gefärbt, das vierte Fühlerglied ist mit Ausnahme der Basis rotbraun. Die seitlichen Ränder des Halsschildes sind schwärzlich, die hinteren Halsschildecken sind leicht nach oben geschwungen. Die Beine sind grün oder gelblich-bräunlich.

## Verbreitung
Die Art ist im nördlichen Mittelmeerraum sowie im Süden von Mitteleuropa verbreitet. Nach Osten reicht das Vorkommen bis nach Zentralasien. In Deutschland kommt die Wacholder-Randwanze hauptsächlich im Süden vor.

## Lebensweise
Die wärmeliebende Wanzenart bevorzugt als Lebensraum sonnenexponierte Stellen. Die wichtigste Nahrungs- und Wirtspflanze der Wanzenart bildet der Gemeine Wacholder (Juniperus communis). Es werden in Mitteleuropa auch eingeführte Koniferen und andere Wacholderarten als Wirtspflanzen genutzt. Die Larven und Imagines saugen an den Beeren ihrer Wirtspflanze. Man beobachtet die Wanzen ab Mai. Die Eiablage findet bis in den Sommer hinein statt. Die ausgewachsenen Wanzen der Folgegeneration treten ab Anfang August in Erscheinung. Die Imagines überwintern in der Laub- und Nadelstreu.